# Mercat municipal (Gavà)
El Mercat municipal és una obra del municipi de Gavà (Baix Llobregat) inclosa en l'Inventari del Patrimoni Arquitectònic de Catalunya.

## Descripció
Es tracta d'un edifici cantoner, de planta rectangular i terrat. Presenta dues façanes compostes per tres trams, separades per semi pilastres adossats d'ordre dòric, deixant entre pilastra i pilastra el pany de paret despullat. Corna l'edifici una barana massissa amb la part central sobrealçat. La coberta inferior és a quatre aigües amb lluerna més elevat.

## Història
En els anys trenta del s. XX es va construir el Mercat Municipal, en el solar que havien ocupat fins aleshores les dues escoles nacionals. El lloc va ser escollit per la població. L'arquitecte fou Emili Gutiérrez Diaz que va dissenyar una obra d'inspiració clàssica entre el noucentista i un cert gust eclèctic.